# Manoir de la comtesse Karlova
Le manoir de la comtesse Karlova est un monument architectural baroque situé à Saint-Pétersbourg, au 46 du quai Fontanka.

## Histoire
Depuis 1736 la demeure d'A. Cormedon était implantée sur le site. En 1740 l'endroit est répertorié comme appartenant au général Biron. Après que celui-ci ait été envoyé en exil, le site alla à F. Dubyansky, qui, a construit une maison en bois à deux étages sur une mezzanine en pierre, décorée dans le style baroque russe'. En 1777, une annonce fut publiée selon laquelle la maison « avait ouvert la livraison de livres russes et étrangers à la maison par le professeur August Vician ». Il est probable qu'une partie des murs du XVIIIe siècle soit encore conservée dans l'édifice.
Dans les années 1830, une clôture  fut construite autour de la maison selon le projet de Vincent Beretti'. Le large portail aux colonnes antiques, orné de bustes en marbre, n'est pas sans rappeler l'arc romain de Trajan. En 1843, N.V. Zinoviev, le nouveau propriétaire, ajouta un troisième étage aux ailes du bâtiment, en préservant le style de la façade (baroque).
En 1882, la maison fut héritée par S.S. Zinoviev qui vendit le domaine au ministère de la Cour impériale. Il a été acheté au Trésor par les époux N.F. Karlova et Georges-Alexandre de Mecklembourg-Strelitz (qui ont installé ses armoiries et la devise latine sur le fronton en latin : Fuimus et sumus, « nous étions, et nous sommes »), ils y rassemblèrent une collection de meubles, de vaisselle et d'objets d'art appliqué. Le couple a organisé des soirées musicales au cours desquelles se sont produits Alexandre Ziloti, Alexandre Glazounov, Alexandre Scriabine, Sergueï Taneïev. Depuis 1909, Karlova, devenue veuve, était seule propriétaire de la maison.
De 1918 à 1929, le bâtiment appartenait au Musée de la Ville, qui présentait notamment l'exposition « Décoration intérieure des logements ». En 1929, la plupart des objets de valeur collectés par les propriétaires précédents furent vendus. Le bâtiment abrita ensuite le comité exécutif du district, de 1941 à 1945 le bâtiment abrita la commission médicale du Commissariat militaire, puis des établissements d'enseignement, notamment, à partir des années 1980, une école professionnelle.
Entre 1934 et 1956, probablement dans les années 1950, une fontaine fait son apparition dans le jardin de la maison.

Depuis 1993 l'édifice appartient à la Bibliothèque publique centrale de la ville Maïakovski. 

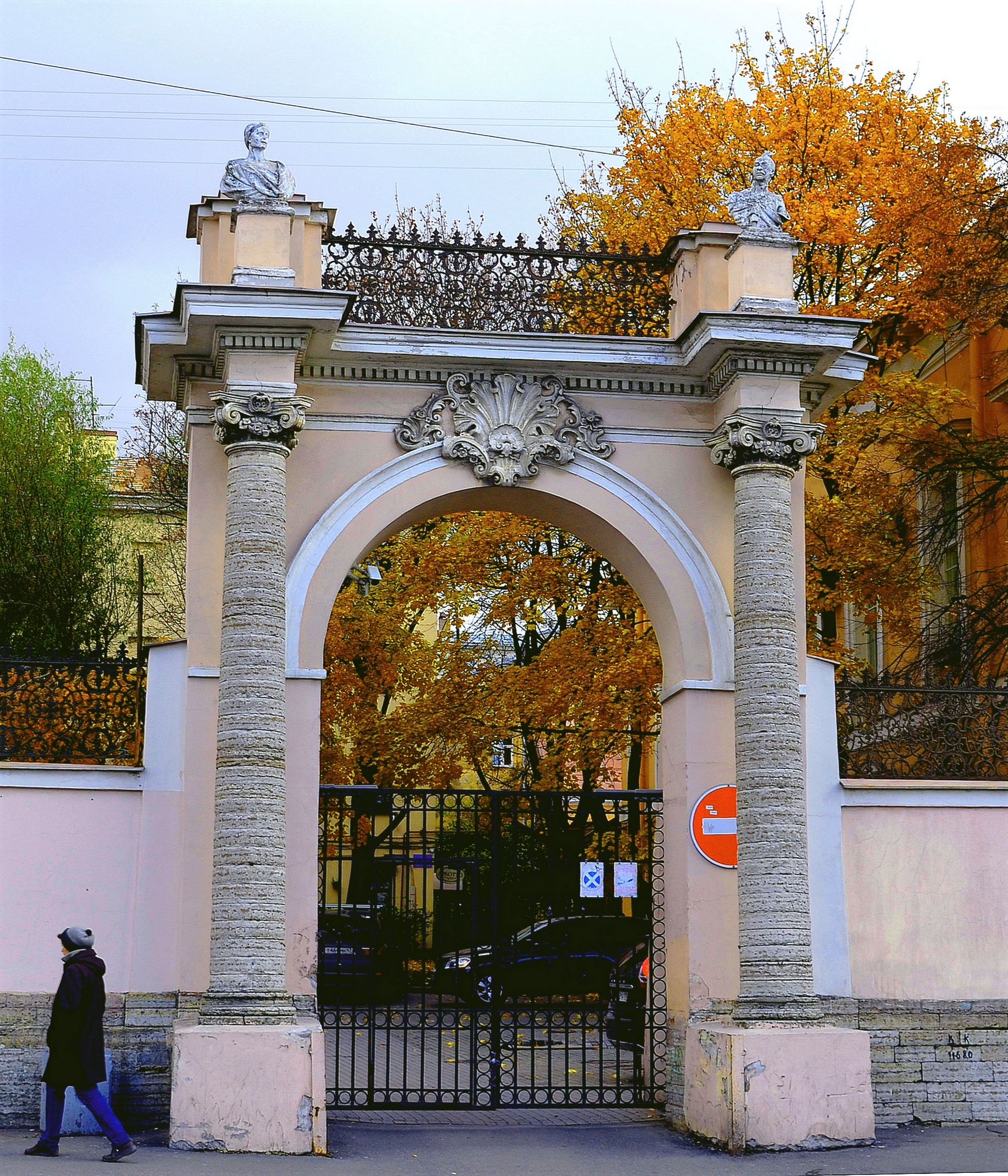
Portail d'entrée
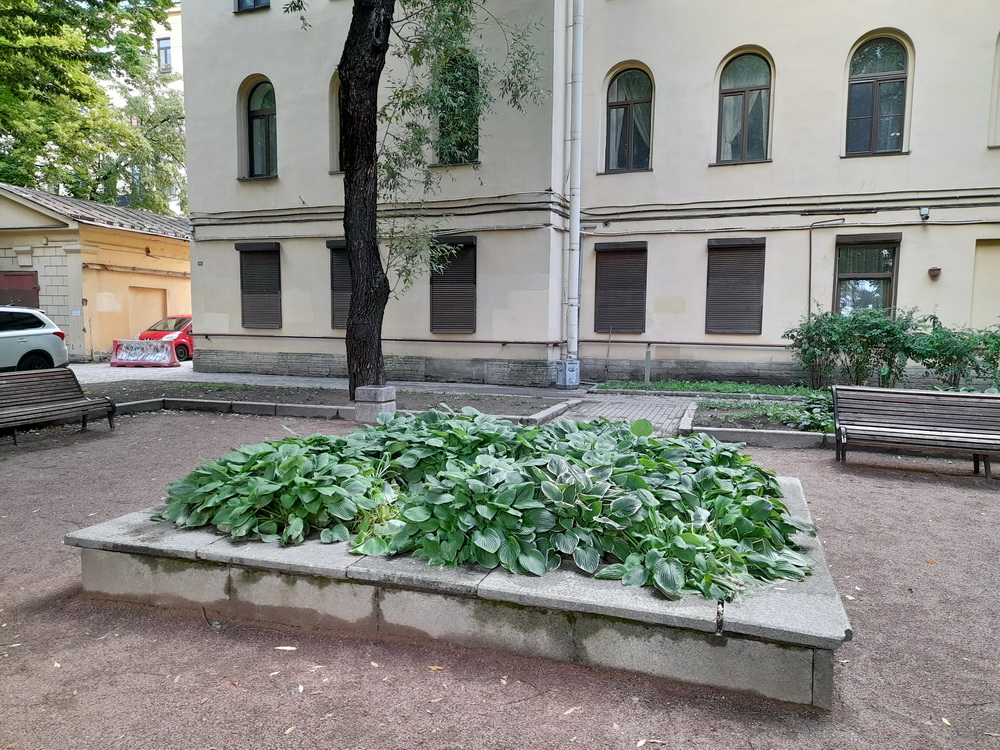
Fontaine du jardin

## Intérieurs
Le bâtiment conserve en partie la décoration du premier quart du XIXe siècle.

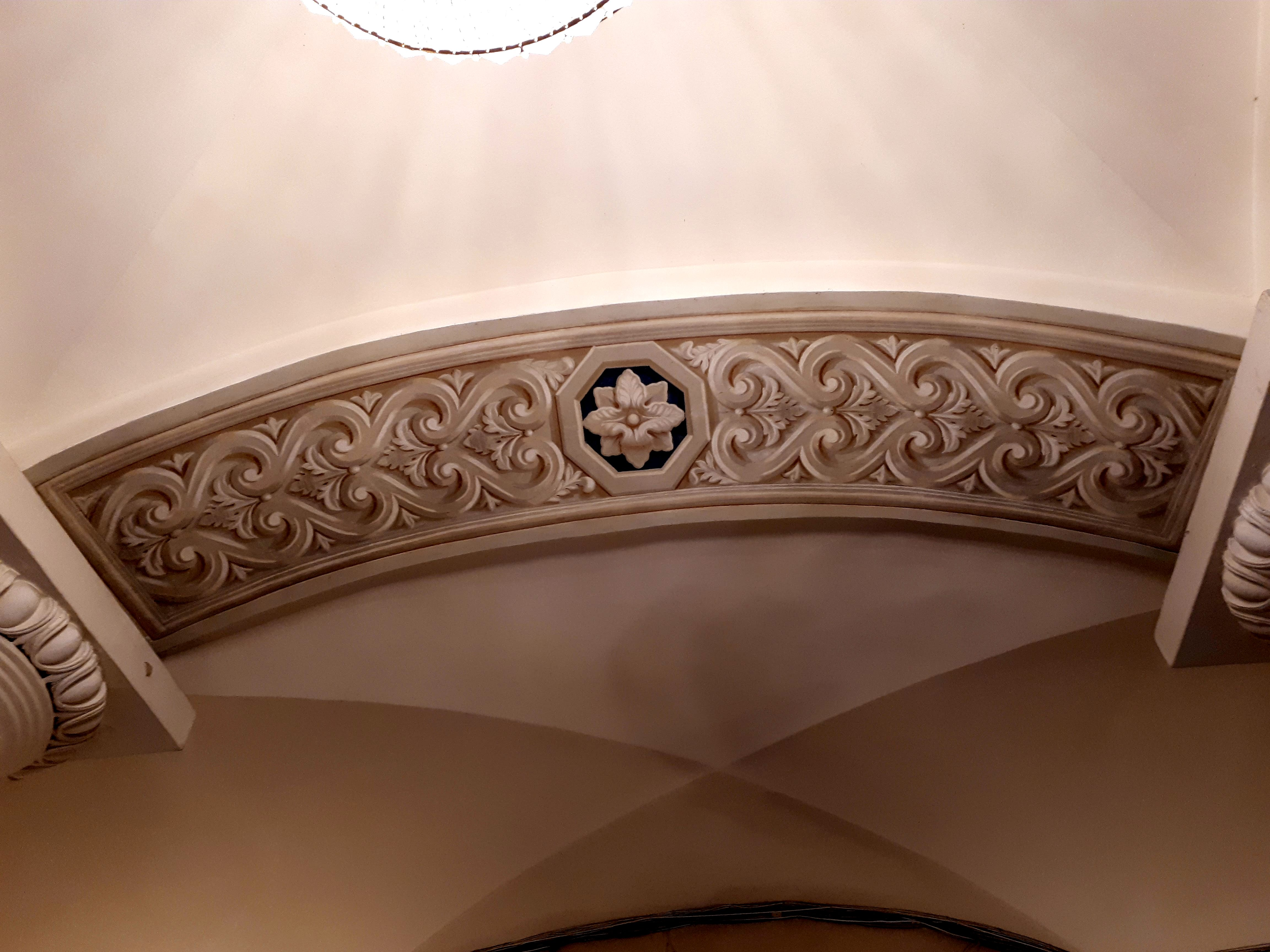
Grisaille de l'escalier principal
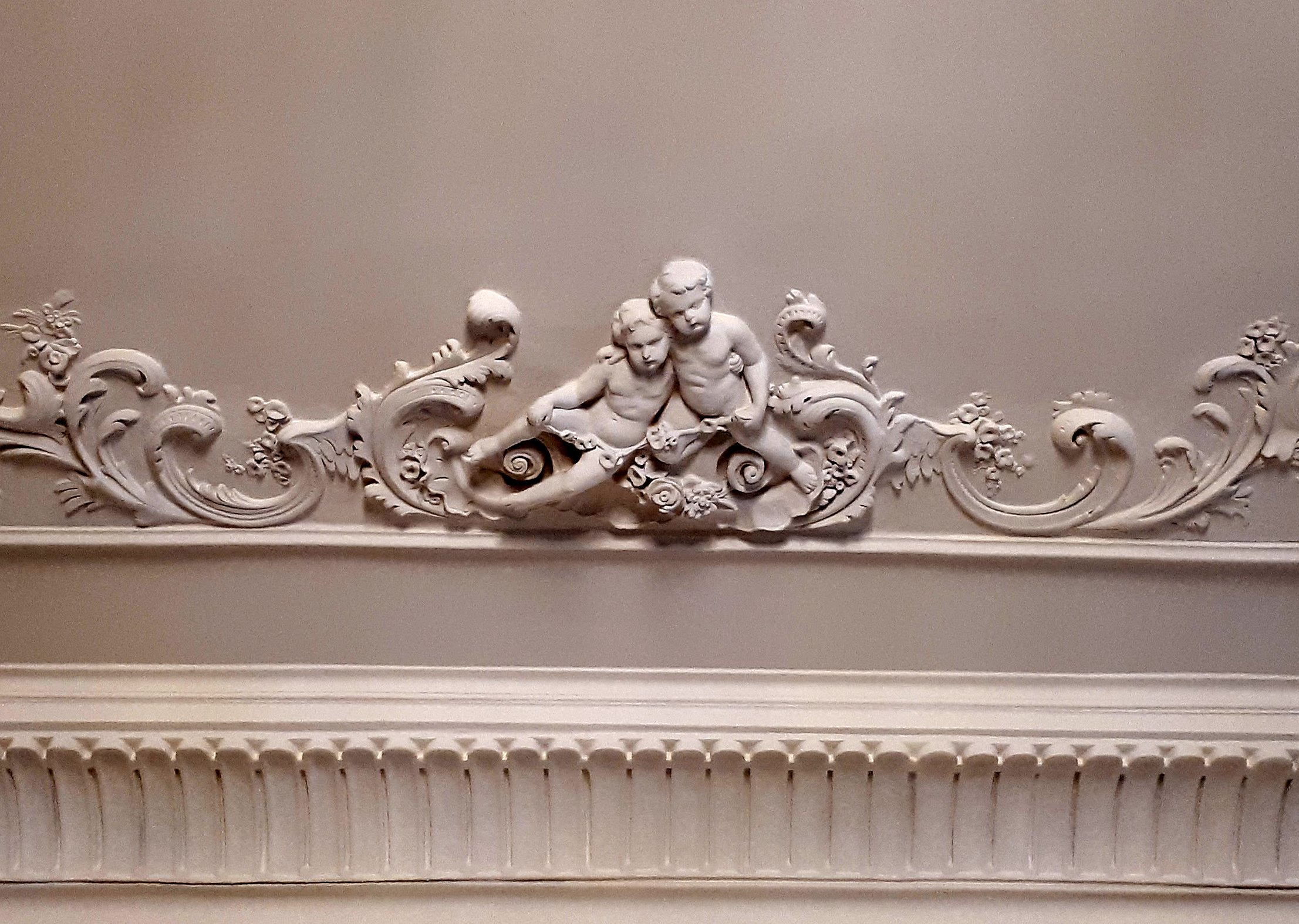
Putti dans la salle blanche
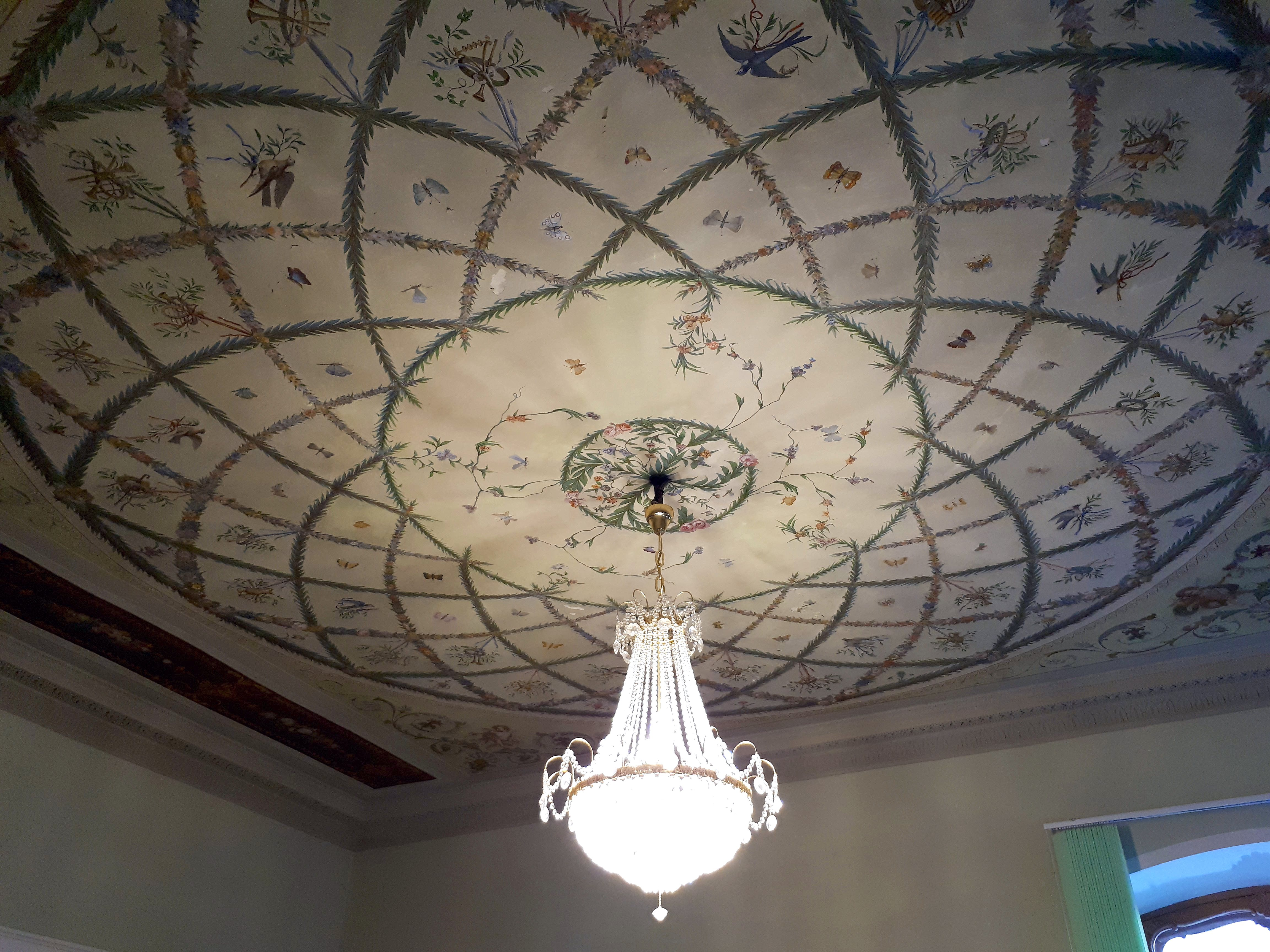
Plafond peint d'une pièce d'angle
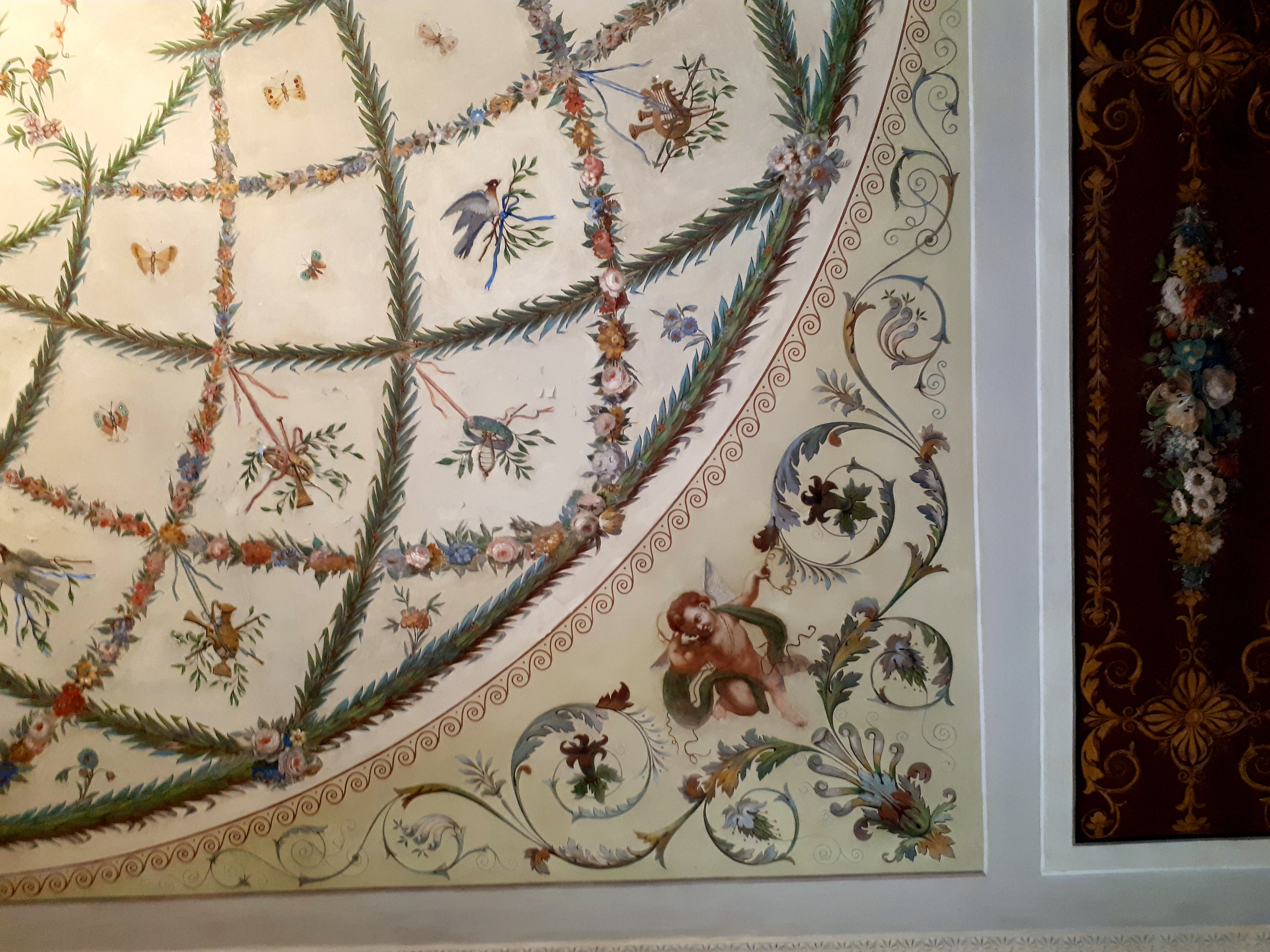
Branches fleuries d'acanthe poussant à partir de palmettes et de putti ; des guirlandes végétales créent une grille de treillis
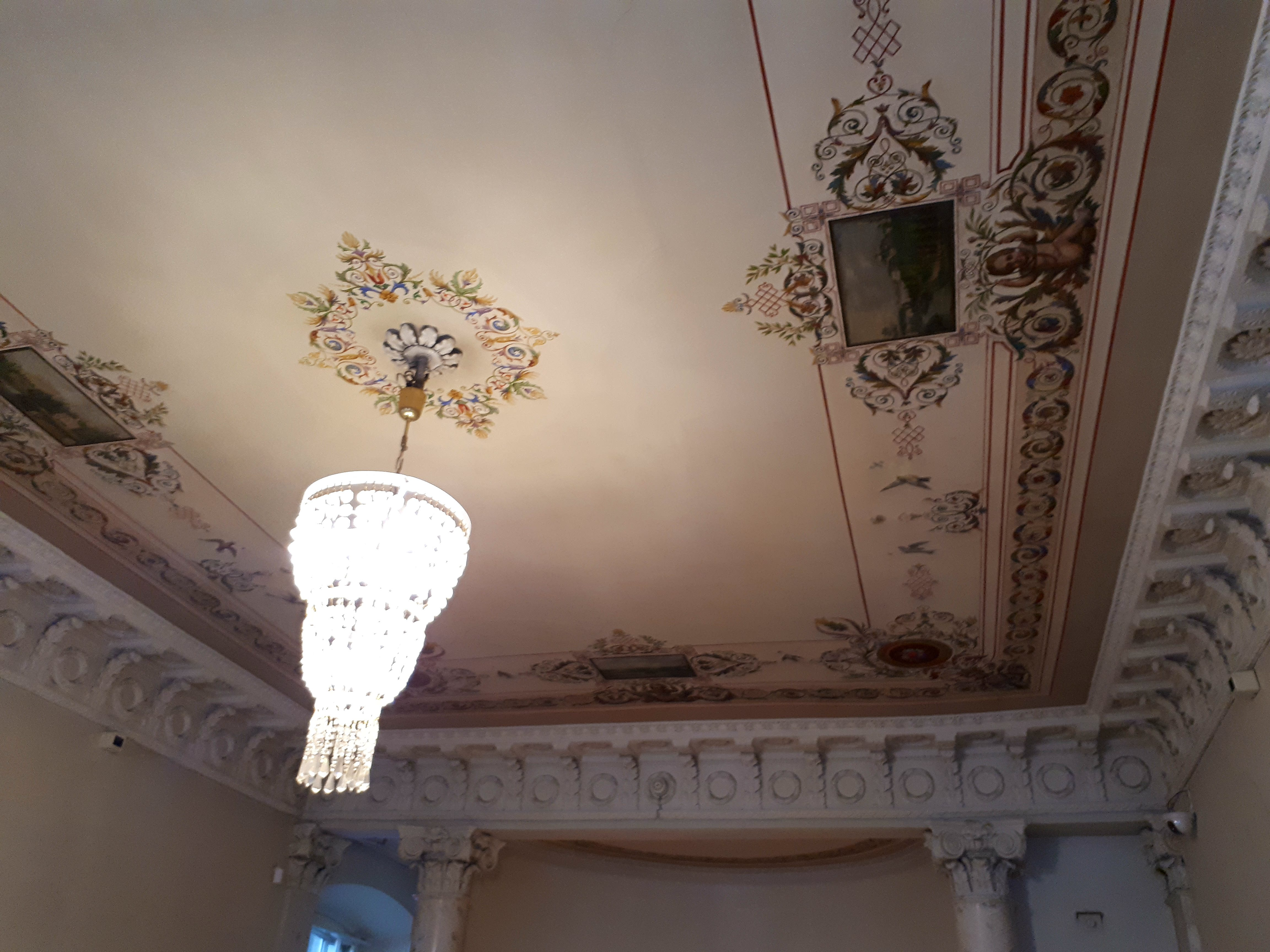
Hall avec exèdre, avec corniche extérieure à modules et rosaces octogonales